# Circuito Príncipe George
El Circuito Príncipe George es un circuito ubicado en la ciudad de East London, en Sudáfrica. Albergó el Gran Premio de Sudáfrica de Fórmula 1 en 1962, 1963 y 1965. Está ubicado a 200 km al norte de Port Elizabeth, en las dunas de arena en la costa del Océano Índico.
Tenía 8 curvas, principalmente hacia la derecha, y un total de 3.920 kilómetros  km de largo.

## Ganadores

### Fórmula 1
| Año         | Piloto      | Constructor  | Fecha           | Resultados |
| ----------- | ----------- | ------------ | --------------- | ---------- |
| 1962        | Jim Clark   | Lotus-Climax | 29 de diciembre | Resultados |
| 1963        | Jim Clark   | Lotus-Climax | 28 de diciembre | Resultados |
| 1965        | Graham Hill | BRM          | 1 de enero      | Resultados |
| Referencia: |             |              |                 |            |